# خاستگاه مردان ایکس: ولورین (بازی ویدئویی)
خاستگاه مردان ایکس: ولورین(به انگلیسی: X-Men Origins: Wolverine) یک بازی انتشار یافته در سال ۲۰۰۹ از روی فیلمی به همین نام ساخته شده‌است. این بازی در ۱ مه ۲۰۰۹ و برای پلی‌استیشن ۳، ایکس‌باکس ۳۶۰، مایکروسافت ویندوز، وی، پلی‌استیشن ۲، پلی‌استیشن همراه و نینتندو دی‌اس منتشر شد. 

## بازتاب
| گردآورنده  | امتیاز                                                                   |
| ---------- | ------------------------------------------------------------------------ |
| گیم‌رنکینگز | 80% (PC) 75% (XBOX 360) 74% (PS3) 62% (DS) 62% (PSP) 56% (Wii) 48% (NDS) |

| ناشر         | امتیاز                                                             |
| ------------ | ------------------------------------------------------------------ |
| وان‌آپ.کام    | C+ (PS3, XBOX 360)                                                 |
| گیم‌پرو       | (Uncaged)                                                          |
| گیم‌اسپات     | 7/10 (Uncaged)                                                     |
| آی‌جی‌ان       | 7.8/10 (Uncaged) 5.1/10 (PSP) 5/10 (NDS) 4.8/10 (Wii) 4.5/10 (PS2) |
| گیم اینفورمر | 8/10                                                               |